# 奧萬卡 (明尼蘇達州)
奧萬卡（英語：Owanka）是位於美國明尼蘇達州莫雷縣莫雷鎮區的一個非建制地區。

## 地理
奧萬卡所處的海拔為高於海平面458米（即1503英呎），而該地所採用的時區為UTC-6，即北美中部時區（CST）。同時該地設有夏令時間，為UTC-6調快一小時，即UTC-5（CDT）。